# Stora Harrie distrikt
Stora Harrie distrikt är ett distrikt i Kävlinge kommun och Skåne län. 
Distriktet ligger nordost om Kävlinge. 

## Tidigare administrativ tillhörighet
Distriktet inrättades 2016 och utgörs av en del av området Kävlinge köping omfattade till 1971, delen som före 1969 utgjorde socknen Stora Harrie socken.
Området motsvarar den omfattning Stora Harrie församling hade vid årsskiftet 1999/2000.